# Slag bij Duinkerke (1658)

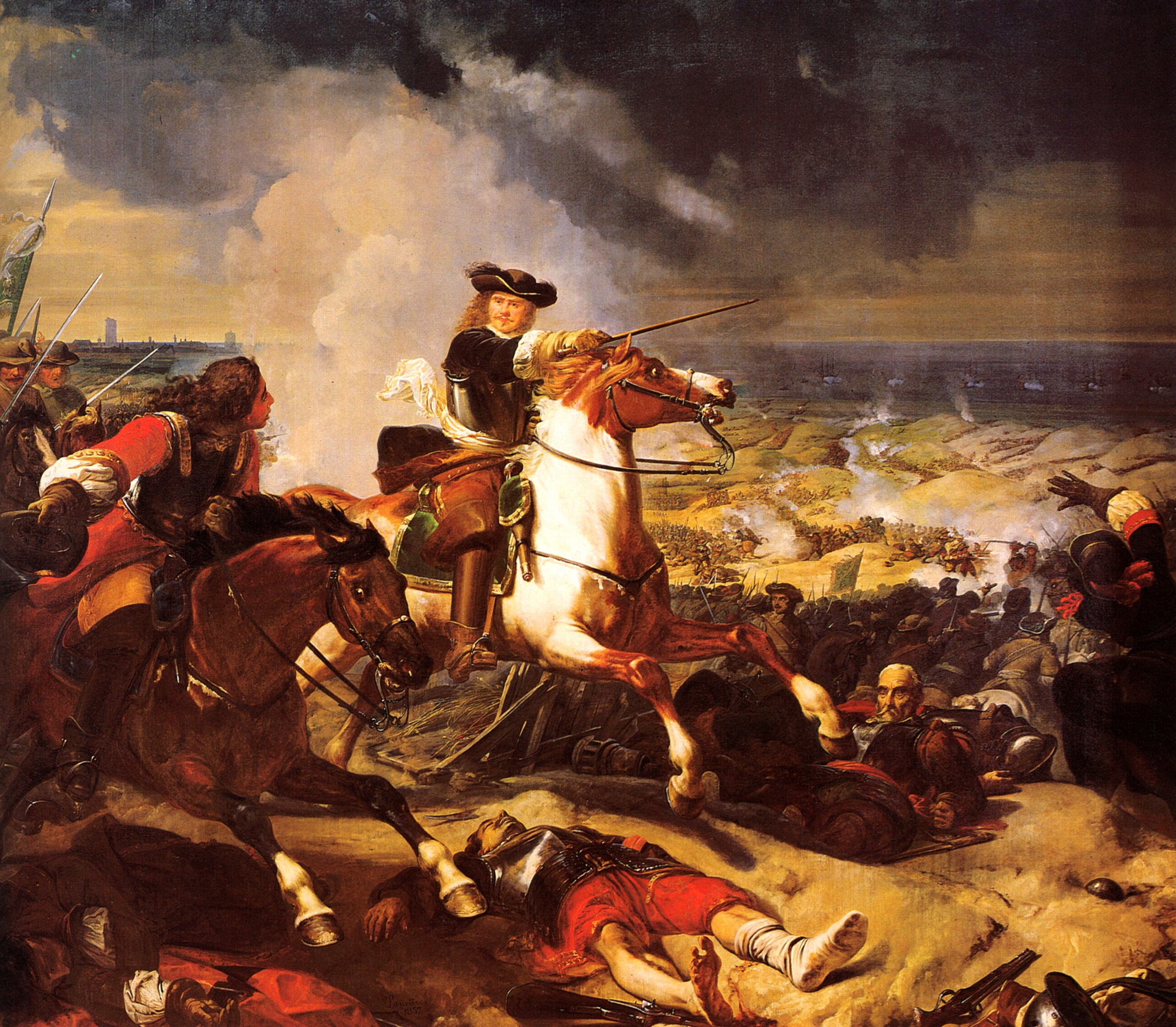
Slag der Duinen. Charles Philippe Auguste de Larivière

De Slag bij Duinkerke, ook wel Slag der Duinen genoemd, is een beslissende overwinning van een coalitie tussen Engelsen en Fransen tegen het Spaanse leger van de Zuidelijke Nederlanden, in het kader van de Spaans-Franse Oorlog. Die was sinds 1635 een nasleep van de Dertigjarige Oorlog en de gelijktijdige Engels-Spaanse Oorlog, die in 1654 begonnen was. De Spanjaarden verloren deze slag op 14 juni 1658.
Aan Spaanse zijde vochten ook troepen van Franse rebellen (La Fronde) en Engelse aanhangers van de in ballingschap levende Engelse troonpretendent Karel II van Engeland. Zij stonden onder leiding van de regent over de Zuidelijke Nederlanden, Juan II van Oostenrijk, en de tijdelijk overgelopen Franse legerleider Condé. Aan de andere zijde vochten de Engelsen en de Fransen onder leiding van de Franse maarschalk Turenne. Deze coalitie was veel groter en had ook een groot overwicht ter zee. De slag eindigde in een vernietigende nederlaag voor Spanje (1.000 doden, 4.000 gevangenen, tegenover 500 doden en gewonden bij hun vijanden). De Slag bij Duinkerke was beslissend in de Frans-Spaanse Oorlog en leidde tot een de Vrede van de Pyreneeën, waarin Spanje een deel van de Zuidelijke Nederlanden (Artesië en stukken van Henegouwen en Picardië) afstond aan de Franse koning Lodewijk XIV.